# Juhan Liiv
Juhan Liiv (Alatskivi, 30 de abril de 1864 – Kavastu-Koosa, atual Luunja, Tartumaa, 1 de dezembro de 1913) foi um poeta e escritor estoniano. É considerado um dos mais famosos poetas da Estônia.

## Infância e educação
Liiv nasceu em uma família extremamente pobre na vila de Alatskivi, Estônia. Apesar da pobreza, os pais de Liiv o enviaram para Tartu para que ele estudasse jornalismo. Problemas de saúde forçaram Liiv a deixar a escola e retornar para casa, onde ele escreveu poesias e ocasionalmente colunas para o jornal Olevik. Sua poesia contrasta grandemente com as de seus contemporâneos e foi então em grande parte ignorada.

## Contos
Liiv alcançou finalmente sucesso em 1894 quando seu primeiro conto, Vari (A Sombra), foi publicado. Era sombrio e melancólico, pressagiando seus futuros trabalhos na prosa e na poesia. Muitos leitores fazem uma comparação entre Liiv e o personagem principal da história, Villu que é fisicamente fraco, mas de mente forte.
Liiv continuou ainda a escrever mais contos, mas nenhum foi tão famoso quanto Vari.

## Doença mental
Logo após Vari ter sido publicado, Liiv tornou-se paciente de uma clínica psiquiátrica em Tartu. Liiv foi diagnosticado com paranóia. Ele pensava que era o filho do Tsar Alexandre II. Suas lutas contra a doença mental continuaram até a sua morte.

## Poesia
Em 1909, Friedebert Tuglas encontrou-se com Liiv. Um livro contendo 495 poemas de Liiv foi publicado no final daquele ano.
Muitos poemas de Liiv são dominados por um sentimento de melancolia, provavelmente proveniente de sua doença mental, pobreza e falta de amizades. Os poucos poemas com um tom menos sinistro descrevem a natureza e a adoração de Liiv por seu país.
Alguns de seus poemas são:
- O machado e a floresta
- Quem não se lembra do passado (está vivendo sem o futuro)
- Para os poetas
- Eu vi ontem a Estônia
- Venha agora, escuridão da noite
- Frio
- Floco de neve

## Morte
Em 1 de dezembro de 1913, Liiv foi encontrado dentro de um trem sem o bilhete da passagem porque não podia pagar por ele. O poeta foi colocado para fora do trem em uma área deserta e continuou a viagem a pé para casa. Quando chegou, porém, tinha enfrentado temperaturas muito baixas por duas semanas e havia adquirido um tipo fatal de pneumonia, o que causou seu falecimento aos 49 anos de idade.

## O Prêmio Juhan Liiv de Poesia
O Prêmio Juhan Liiv de Poesia foi instituído em 1965. Ele é realizado todo ano pelo município de Alatskivi no dia 30 de abril. O prêmio é uma bolsa de pastor em couro feita manualmente por um artista local.